# Joseph McKeehen
Joseph "Joe" McKeehen (North Wales, 28 juni 1991) is een Amerikaans professioneel pokerspeler. Hij won het Main Event (het $10.000 World Championship No Limit Hold'em-toernooi) van de World Series of Poker 2015 en daarmee de officieuze wereldtitel pokeren. McKeehen wist het toernooi te winnen door tijdens de heads-up Joshua Beckley te verslaan. 
In 2016 werd hij tweede tijdens het Super High Roller event van het PokerStars Caribbean Adventure. In zijn carrière heeft McKeehen meer dan $18.303.000,- bij elkaar gewonnen in toernooien.

## WSOP bracelets
| Jaar        | Event                                        | Prijs      |
| ----------- | -------------------------------------------- | ---------- |
| 2015        | $10.000 No Limit Hold 'em World Championship | $7.683.346 |
| 2017        | $10.000 Limit Hold'em Championship           | $311.817   |
| 2020 Online | $3.200 No Limit Hold'em High Roller          | $352.985   |